# Janowo (gmina Choceń)
Janowo – wieś w Polsce, położona w województwie kujawsko-pomorskim, w powiecie włocławskim, w gminie Choceń.
W latach 1975–1998 miejscowość należała administracyjnie do województwa włocławskiego. Według Narodowego Spisu Powszechnego (III 2011 r.) liczyła 185 mieszkańców. Jest piętnastą co do wielkości miejscowością gminy Choceń.